# Mùa vải nhung
Mùa vải nhung (tiếng Nga: Бархатный сезон, tiếng Ukraina: Оксамитовий сезон) là một thuật ngữ thường lệ trong tiếng Nga để chỉ một trong những thời kỳ dễ chịu nhất trong năm để mọi người nghỉ mát và giết thời gian ở vùng cận nhiệt đới, đặc biệt là trong điều kiện khí hậu Địa Trung Hải. Trong mùa vải nhung, thời tiết không nóng như vào các tháng giữa mùa hè nhưng vẫn khá ấm áp, ngay cả vào ban đêm. Ở các vĩ độ phía bắc bị chi phối bởi khí hậu ôn đới, tương tự như "mùa vải nhung" là "mùa hè bà già" (бабье лето) ở Nga hay mùa hè Anh-điêng (Indian summer) ở Bắc Mỹ.